# 161A busz (Budapest)
A budapesti 161A jelzésű autóbusz az Örs vezér tere és Rákoskeresztúr, városközpont között közlekedik. A viszonylatot a Budapesti Közlekedési Zrt. üzemelteti. A járműveket a Cinkotai autóbuszgarázs állítja ki.
A járat szombaton és munkaszüneti napokon nem közlekedik.

## Története
2008. augusztus 21-étől a 61-es busz 161A jelzéssel közlekedik és több megállóhelyen megáll. A járat így már nem gyorsjárat, hanem a 161-es busz betétjárata lett.
2020. április 1-jén a koronavírus-járvány miatt bevezették a szombati menetrendet, ezért a vonalon a forgalom szünetelt. Az intézkedést a zsúfoltság miatt már másnap visszavonták, így április 6-ától újra a tanszüneti menetrend van érvényben, a szünetelő járatok is újraindultak.
2020. november 10-étől az új Fehér úti buszsáv elkészültével nem érinti a Fehér úti ipari park megállóhelyet Rákoskeresztúr felé, 2023. január 9-étől pedig az Örs vezér tere felé sem áll meg.
2023. január 9-étől meghosszabbított útvonalon az Örs vezér tere és Rákoskeresztúr, városközpont között közlekedik, a Kis utcai lakótelep megállóhely érintése nélkül.

## Útvonala
| Rákoskeresztúr, városközpont felé |
| Örs vezér tere M+H vá. – Fehér út – Élessarok – Dreher Antal út – Jászberényi út – felüljáró – Jászberényi út – Pesti út – Cinkotai út – Rákoskeresztúr, városközpont vá. |
| Örs vezér tere felé |
| Rákoskeresztúr, városközpont vá. – Pesti út – Jászberényi út – felüljáró – Jászberényi út – Dreher Antal út – Élessarok – Fehér út – Örs vezér tere M+H vá.               |

## Megállóhelyei
Az átszállási kapcsolatok között az azonos, de hosszabb útvonalon közlekedő 161-es busz nincs feltüntetve.
| 0  | Örs vezér tere M+H végállomás           | 22 | 10, 31, 32, 44, 45, 67, 85, 85E, 97E, 131, 144, 161E, 168E, 169E, 174, 176E, 231, 244, 276E, 277 80, 81, 82, 82A 3, 62, 62A 410, 419, 430, 440, 441, 484, 485, 486, 505, 508, 509, 510 1040, 1049, 1070, 1075, 1077, 1078 |
| 2  | Terebesi utca                           | 19 | 85 3, 62, 62A |
| 4  | Élessarok                               | ∫  | 85, 162, 168E, 262 3, 28, 28A, 37, 37A, 62, 62A |
| 5  | Sörgyár                                 | 18 | 85, 162, 168E, 262 28, 28A, 37, 37A |
| 5  | Maglódi út                              | 17 | 162, 168E, 262 28, 28A, 37 484 |
| 7  | Orion                                   | 16 | 162, 262 |
| 7  | Téglavető utca                          | 16 | 162, 262 484 |
| 9  | Tárna utca                              | 15 | 162, 168E, 262 |
| 10 | Rákos vasútállomás                      | 13 | 162, 168E, 262 S60 G60 Z60 S76 S80 InterRégió |
| 11 | Athenaeum Nyomda (↓) Kozma utca (↑)     | 12 | 68, 162, 195, 262, 268 484 |
| 12 | Kossuth Nyomda                          | 11 | 68, 162, 168E, 195, 262, 268 484 |
| 14 | Legényrózsa utca                        | 10 | 68, 162, 195, 202E, 262, 268 484 |
| 15 | Rézvirág utca                           | 9  | 67, 68, 161E, 162, 195, 202E, 261E, 262, 268 |
| 16 | Dombhát utca                            | 8  | 68, 162, 195, 202E, 262, 268 |
| 17 | 501. utca                               | 7  | 68, 162, 195, 202E, 262, 268 |
| 18 | Akadémiaújtelep vasútállomás            | 6  | 162, 195, 202E, 262 S80 |
| 19 | 509. utca                               | 6  | 162, 195, 202E, 262 |
| ∫  | Keresztúri út                           | 5  | 162, 195, 262 |
| 20 | 513. utca                               | ∫  | 97E, 161E, 162, 169E, 195, 202E, 261E, 262 |
| 21 | Borsó utca                              | 4  | 97E, 161E, 162, 169E, 195, 202E, 261E, 262 |
| 21 | Kis utca                                | 3  | 97E, 161E, 162, 169E, 195, 198, 202E, 261E, 262 |
| 22 | Bakancsos utca                          | 2  | 46, 97E, 161E, 162, 169E, 195, 198, 202E, 262 |
| 23 | Szent kereszt tér                       | 1  | 46, 97E, 161E, 162, 169E, 195, 198, 202E, 262 |
| 24 | Rákoskeresztúr, városközpont végállomás | 0  | 46, 97E, 98, 161E, 162, 169E, 195, 198, 202E, 262 484, 485, 486, 504, 505, 506, 508, 509, 510 1070, 1075 |

## Képgaléria

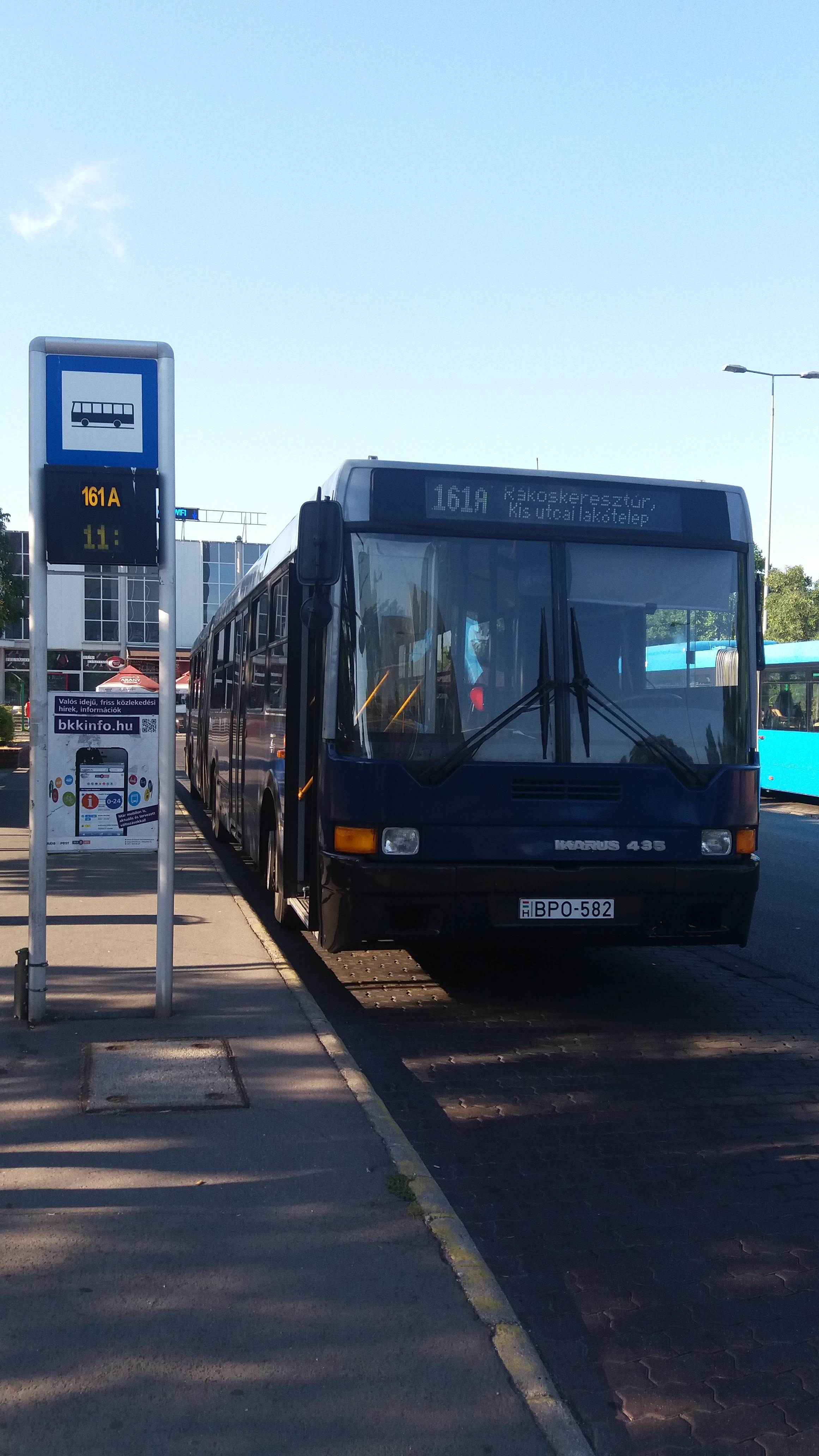
Ikarus 435-ös busz 2016 júliusában…
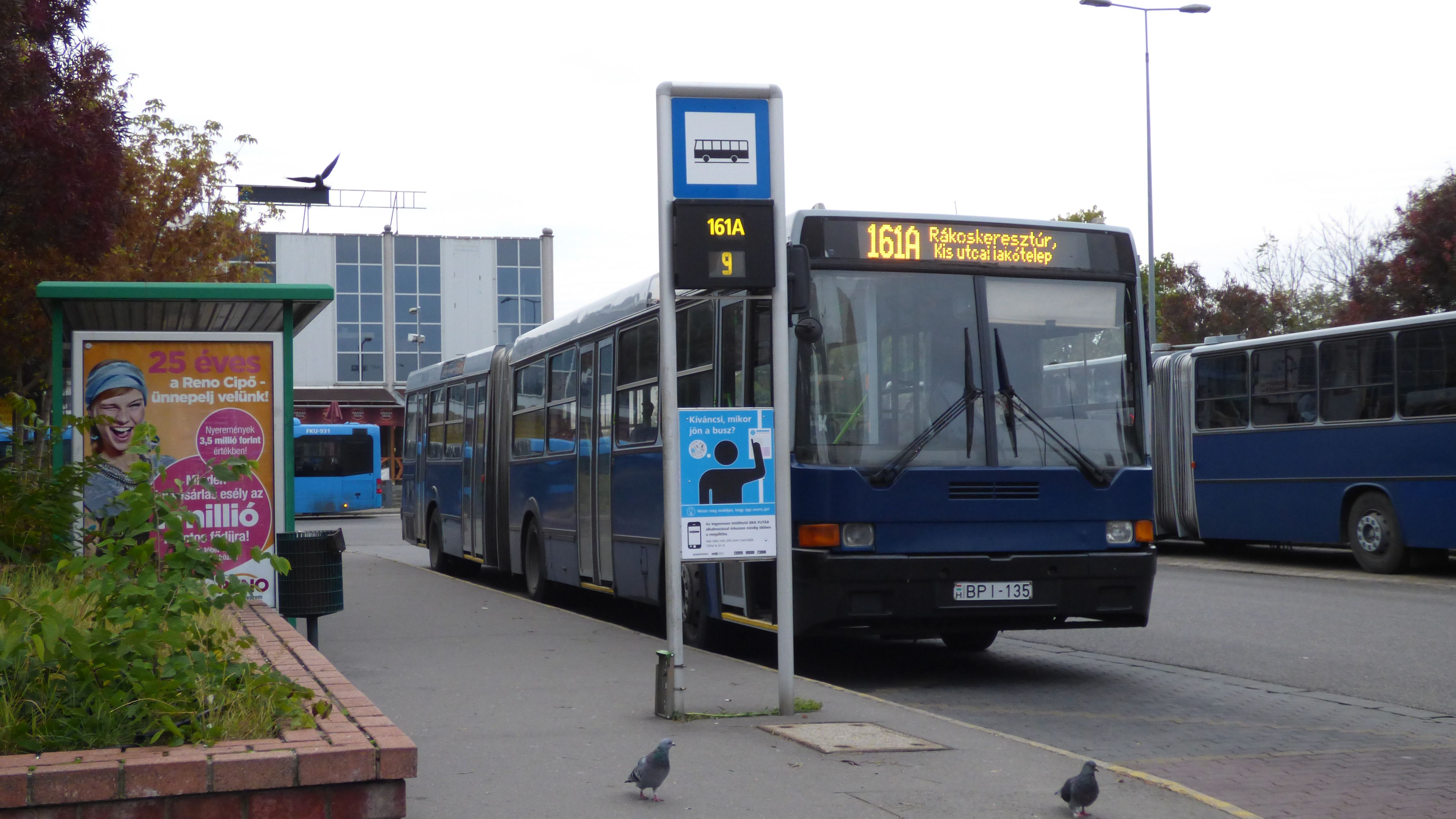
és októberében az Örs vezér terén